# Sono come tu mi vuoi/Se non ci fossi tu
Sono come tu mi vuoi/Se non ci fossi tu è il 78° singolo di Mina, pubblicato a settembre del 1966 su vinile a 45 giri dall'etichetta Ri-Fi.

## Sono come tu mi vuoi
Fu la sigla del primo ciclo di trasmissioni, da luglio a settembre 1966, del programma radiofonico Gran varietà, che andrà in onda sempre la domenica mattina per 12 anni, condotto da Johnny Dorelli con la partecipazione della stessa Mina.
È uno degli ultimi singoli del 'vecchio' repertorio inciso con la Ri-Fi, per questo non fu mai inserito in alcun album ufficiale del periodo e compare solo in poche raccolte (la prima è l'introvabile doppio album Mina con voi del 1969, l'ultima sul CD Mina Gold del 1998) posteriori al passaggio della cantante alla PDU, la sua etichetta discografica privata e personale.

## Descrizione

### Musica e testo
Il maestro Canfora, dirigendo l'orchestra nel suo arrangiamento di fiati e archi, esalta ancora una volta il virtuosismo vocale di Mina. La quale nel testo, ma iniziando già dal titolo che contiene un evidente richiamo pirandelliano, controbatte garbatamente l'accanimento morboso della stampa sulle sue vicende personali di quegli anni, ribadendo la propria decisione di non smentire alcuna etichetta, affibbiatale a torto o a ragione.
Mina non rischia di cadere nel manierismo interpretativo neppure quando si tratta di cantare l'ennesima sigla, anzi, proprio grazie alla qualità del materiale musicale fornitole e alle sue straordinarie doti canore, pezzi come questo sono diventati classici della musica leggera.

## Video musicale
Il brano è stato utilizzato per un filmato del quarto ciclo di caroselli girati per pubblicizzare la Barilla.
Mina promuoverà ancora la canzone il 21 gennaio 1967 nella trasmissione Scarpette rosa e successivamente nella prima puntata (1º aprile) del nuovo show televisivo da lei condotto, Sabato sera, una sorta di continuazione del programma Studio Uno andato in onda fino all'anno precedente. Il video di questa registrazione è presente nel DVD Gli anni Rai 1966-1967 vol. 7, inserito in un cofanetto monografico pubblicato da Rai Trade e GSU nel 2008.
Il video di un frammento del brano (durata 0:51) per la puntata del programma Su e giù del 18 aprile 1968, si può trovare invece su Gli anni Rai 1967-1968 vol. 5 dello stesso cofanetto.

## Successo commerciale
Ultimo di una serie di sei singoli consecutivi che raggiungono rilevanti risultati (tra il terzo e il sedicesimo posto) di vendite settimanali. Da L'ultima occasione/E... (E adesso sono tua) a questo singolo, Mina ha sempre, da metà 1965 a fine 1966, almeno un 45 giri in classifica.
Nel periodo tra la fine del 1966 e l'inizio del 1967 è il 30° singolo più venduto.

## Classifiche
| Classifica 1966 | Posizione    | Settimane |
| --------------- | ------------ | --------- |
| 8 ottobre       | 9 (dalla 11) | 1         |
| 15 ottobre      | 6            | 1         |
| 22 ottobre      | 4            | 1         |
| 29 ottobre      | 3            | 1         |
| 5 novembre      | 7            | 1         |
| 12 novembre     | 5            | 1         |
| 19 novembre     | 10           | 1         |
|                 |              |           |

## Se non ci fossi tu
Sarà la canzone d'apertura dell'album Mina 2 (1966).
Nel brano Mina è accompagnata da Augusto Martelli, qui anche arrangiatore, che dirige la sua orchestra.

## Tracce
Lato A
1. Sono come tu mi vuoi – 3:34 (testo: Antonio Amurri, Maurizio Jurgens – musica: Bruno Canfora; edizioni musicali Curci)

Lato B
1. Se non ci fossi tu – 2:27 (testo: Vito Pallavicini – musica: Mario Rusca; edizioni musicali Settebello)

## Cover di Irene Grandi
Sono come tu mi vuoi è un singolo digitale della cantante italiana Irene Grandi, pubblicato il 28 settembre 2007 e inserito nella raccolta Irenegrandi.hits.
Cover di grande successo del brano originale di Mina, per Sono come tu mi vuoi la stessa Grandi si è dichiarata più volte felice e soddisfatta di aver omaggiato con questa riuscita reinterpretazione.

### Video musicale
La cantante toscana ha anche registrato un video promozionale, diretto da Lorenzo Vignolo, concepito come remake dell'esibizione originale di Mina nella trasmissione Sabato sera del 1º aprile 1967. Girato rigorosamente in bianco e nero, vede la cantante, con il suo gruppo alle spalle, su un palcoscenico simile ad una passerella, identico a quello allestito nella scenografia di Sabato sera.
Fra il pubblico che assiste all'esibizione si riconoscono, tra gli altri, Francesco Bianconi dei Baustelle (che lo stesso anno scrive per la cantante la hit Bruci la città), Marco Maccarini, Red Ronnie e Simona Bencini.
 Sono come tu mi vuoi (Irene Grandi), su YouTube. URL consultato il 28 dicembre 2016.

### Successo commerciale
Il brano è entrato anche nella top 5 dei più trasmessi in radio, pur limitandosi alla posizione numero 9 della FIMI.

### Classifiche
| Classifica (2007) | Posizione massima |
| ----------------- | ----------------- |
| Italia            | 9                 |

## Cover di Marisa Monte
Sono come tu mi vuoi è una cover della canzone di Mina cantata dalla cantante brasiliana Marisa Monte, pubblicata nel 2014 e inserita nell'album Verdade uma ilusão.